# Hechtia laevis
Hechtia laevis är en gräsväxtart som beskrevs av Lyman Bradford Smith. Hechtia laevis ingår i släktet Hechtia och familjen Bromeliaceae. Inga underarter finns listade i Catalogue of Life.